# عبد الله فهد اللافي
عبد الله فهد اللافي الشمري، (1920 - 1978)، نائب سابق في مجلس الأمة الكويتي.

## السيرة البرلمانية
خاض انتخابات مجلس الأمة الكويتي 1963 في الدائرة الثالثة، وحصل على 681 صوت وحصل على المركز الأول وفاز بالانتخابات ، وشارك في انتخابات مجلس الأمة الكويتي 1967 في الدائرة الثالثة، وحصل على 618 صوت وحصل على المركز السادس وخسر بالانتخابات ، وشارك في انتخابات مجلس الأمة الكويتي 1971 في الدائرة الثالثة، وحصل على 630 صوت وحصل على المركز السادس وخسر بالانتخابات ، وشارك في انتخابات مجلس الأمة الكويتي 1975 في الدائرة الثالثة، وحصل على 937 صوت وحصل على المركز الثالث وفاز بالانتخابات.

## السيرة الذاتية
هو عبد الله بن فهد بن لافي بن خليفة بن رجا الدهيمي الشمري ولد في قرية الجهراء في الكويت عام 1920 وتعلم القراءة والكتابة والحساب على يد رجل الدين ملا مرشد ، وقد ترعرع في العمل في تجارة عمه سعد اللافي حيث كان من تجار الإبل المشهورين في تلك الحقبة فكان يقطع الصحارى والقفار في طلب الرزق الكريم حيث يسافر إلى الرياض جنوباً والعراق شمالاً، وفي بداية الخمسينات قام هو واخوه لافي فهد اللافي بشراء سيارات نقل بدلاً من الجمال وواكب ذلك النهضة العمرانية في الكويت والمملكة العربية السعودية حيث كان الطلب على النقل في اشده سواء على مستوى نقل البضائع أو على مستوى نقل الافراد لما تتمتع به الكويت من حركة تجارية نشطة وميناء مجهز يستقطب البضائع من مشارق الأرض ومغاربها، وهو الامر الذي أدى لقيام لافي وعبد الله بزيادة عدد السيارات لنقل الركاب وقد قاما بشراء أرض بالشامية لتصليح السيارات ولاستخدامها كمستودع للبضائع.
وكان عبد الله ولافي عندما ينقلان الركاب من البدو من حفر الباطن إلى سكاكا والجوف وعرعر كانا يقدمان للركاب وجبة الالإطار والغداء والعشاء مجاناً، ولا يأخذان مقابل من الركاب الذين لا يجدون ما يدفعونه لهما، وقد عرف عنهما الامانة فوثق بهم التجار وكانا ينقلان لهم الامانات من الكويت إلى التجار في المملكة العربية السعودية، فكانت تلك الشيم العربية الاصيلة مثار مدح الناس لهم ومحبتهم.
وعندما استقلت الكويت من الاستعمار البريطاني قام الشيخ عبد الله السالم الصباح بارساء دولة المؤسسات وكانت بدايته الحكيمة بوضع الدستور الكويتي فطلب من الدكتور فاروق السنهوري القيام باعداد مشروع الدستور الكويتي وذلك لعرض المشروع على مجلس الامة التأسيسي.
وأمر سموه بالإعلان عن الانتخابات لاختيار أعضاء المجلس التأسيسي عام 1961 وقد لبى الدعوة الكريمة عبد الله اللافي حيث ترشح لعضوية المجلس عن الدائرة الثالثة «الشويخ» حيث نجح في عضوية المجلس التأسيسي محققاً المركز الثاني وقد حصل على 272 صوتاً، وكان خير ممثل للأمة، ونجح معه من نفس الدائرة الدكتور أحمد الخطيب.
وبعد ذلك رشح نفسه مرة أخرى للمجلس التشريعي الأول عام 1963 في نفس الدائرة محققاً المركز الأول بـ 681 صوتاً النجاح هو وابن عمه بندر سعد اللافي، فكانا يجودان بوقتهم وجهدهم لخدمة المحتاجين من أبناء مناطقهم وهكذا كان دأبهم كابرا عن كابر.

## حادثة الصامتة
وكما قيل لا يظهر المعدن النفيس من الرديء الا بالصهر، فجاءت أزمة عبد الكريم قاسم رئيس وزراء الجمهورية العراقية عام 1961 ومطالباته الباطلة وادعاءاته الفارغة ضد الكويت فانبرى الكويتيون للدفاع عن الكويت وهبوا هبة رجل واحد فكان عبد الله اللافي من بين رجالات الكويت الذين ابدوا استعدادهم بالدفاع عن الكويت فاعطاه الشيخ عبد الله الصباح أمير الكويت انذاك سلاحاً قام بتوزيعه على المواطنين من اهالي الجهراء واقيمت لهم خيام شمال منطقة المطلاع حتى انتهت الازمة، وفي العام 1973 وبعد حادثة الاعتداء العراقي على حدود دولة الكويت في ظل تصاعد التهديدات العراقية واقتحام مركز الصامتة الحدودي وقتل افراده «الشهيد سعود السهلي والشهيد زعل رميح الظفيري» فهب عبد الله اللافي واخوه لافي بحشد عدد من المواطنين الكويتيين للدفاع عن الكويت حيث مدهم الشيخ سعد العبد الله السالم الصباح وكان وقتها وزيراً للداخلية والدفاع بالسلاح وقد رابطوا شمال المطلاع شهورا عديدة حتى انتهاء الازمة.
وفي العام 1975 اعيد انتخاب عبد الله اللافي عضواً لمجلس الامة من الدائرة الثالثة وجاء ترتيبه ثالثاً بـ 937 صوتا فكان خير معين لأهل الجهراء بقضاء احتياجاتهم ولأهل الكويت بالدفاع عن مكتسباتهم الدستورية فكان يعمل من اجل الخير وحباً للناس مقتضياً اثر اجداده في العمل على مساعدة المحتاجين والصبر على قضائها.

## عائلته
تزوج عبد الله اللافي من خمس نساء وقد رزق بعشرة أولادهم : 
- فهد عبد الله اللافي.
- صعب عبد الله اللافي.
- فواز عبد الله اللافي.
- ممدوح عبد الله اللافي.
- طلال عبد الله اللافي.
- سلمان عبد الله اللافي.
- نايف عبد الله اللافي.
- فيصل عبد الله اللافي.
- أحمد عبد الله اللافي.
- لافي عبد الله اللافي.

## هواياته
كان عبد الله اللافي من هواة القنص بالقصور وكان يقود حملات سنوية للتمتع بالقنص، حيث قنص في صحراء العراق تحديداً في الجزيرة الفراتية، وفي شمال المملكة العربية السعودية، ومن خلال رحلاته هذه كون سلسلة علاقات مع رجالات العراق والمملكة العربية السعودية كان لها الاثر الطيب لترسيخ العلاقات الشعبية الحسنة مع رجالات هذه الدول وكذا لاستثمارها لتقديم العون للرعايا الكويتيين فيهما.
وقد كان من أوائل المزارعين في العبدلي وذلك لتحويل الكويت إلى جنة خضراء ولتكتفي ذاتياً من الخضروات وبعض البقول ولكي يكون المزارعين الكويتيين في العبدلي الخط الأول لتثبيت الحدود الشمالية بوجه الاعتداءات حيث قام هو واخوه لافي والشيخ مبارك صباح الناصر الصباح وآخرين بتأسيس الاتحاد الكويتي للمزارعين عام 1974 ورشح نفسه لعضوية الاتحاد فكان واخوه لافي من اعضائه الفاعلين من عام 1974 حتى 1979، وشجعوا الكويتيين للحصول على المزارع في العبدلي حيث هبوا للعمل بالزراعة وبعد مرور السنين أصبحت العبدلي مصدرا رئيسيا للخضار الكويتية، وبفضل هؤلاء الرجال استطاعت الكويت ان تحقق اكتفاء ذاتياً من الخضروات، لا بل وهي الآن تصدر الخضروات لبعض الدول العربية.

## وفاته
وفي سبتمبر 1978 فاضت روح عبد الله فهد اللافي في مستشفى الصباح عن عمر يناهز 58 عاماً قضاها بالعمل والمثابرة في سبيل رفعة بلدة الكويت.